# Charles Crookham
Charles Sewell Crookham (* 17. März 1923 in Portland, Oregon; † 7. Oktober 2004 ebenda) war ein US-amerikanischer Offizier, Jurist, Politiker (Republikanische Partei) und Militärhistoriker.

## Frühe Jahre
Charles Sewell Crookham, Sohn von Kenneth Crookham, wurde 1923 am Saint Patrick’s Day in Portland (Oregon) geboren. Sein Vater arbeitete zu jener Zeit für ein Autohaus und er selbst ging später ebenfalls derselben Tätigkeit nach. Er wuchs in dem Elternhaus an der Northeast 38th Street auf und besuchte die Schulen in der Nachbarschaft. Auf Drängen eines Onkels entschied er sich im Alter von acht Jahren eine juristische Laufbahn einzuschlagen.
Er schloss die High School an der Grant High School ab. Danach besuchte er die Oregon State University, die Loyola Marymount University und das Multnomah College, bevor er an der Stanford University mit einem Bachelor of Arts graduierte. Seinen Juris Doctor machte er an der Northwestern School of Law (heute Teil vom Lewis & Clark College).
Während seiner Zeit im College fand der Angriff auf Pearl Harbor durch die Kaiserlich Japanischen Marineluftstreitkräfte statt. Als Folge davon verpflichtete sich Crookham in der US-Army. Während des Zweiten Weltkrieges diente er auf dem europäischen Kriegsschauplatz. Im Verlauf dieser Zeit wurde ihm ein Bronze Star verliehen. Nachdem Ende des Krieges blieb er weiterhin in der United States Army Reserve aktiv. Er erreichte den Dienstgrad eines Colonels.

## Juristische Laufbahn

### Richterposten
Seine juristische Laufbahn begann er als Prozessanwalt. Dabei erarbeitete er sich einen Ruf als erstklassiger Berufungsanwalt. Der Gouverneur von Oregon Mark Hatfield ernannte ihn dann 1962 zum Richter. Er bekleidete den Posten von 1963 bis 1988. Zwischen 1978 und 1985 fungierte er als vorsitzender Richter.
Als vorsitzender Richter wurde er oft dabei gesehen, wie er Fallakten nach Hause trug. Dabei beharrte er stets darauf jede einzelne Fallakte komplett zu lesen, bevor er dann einen Fall einem Untersuchungsrichter zuwies. Crookham war für seine Seriosität das Recht und seine Arbeit betreffend bekannt, aber nicht gegenüber sich selbst. In diesem Zusammenhang hielt er einmal eine Schein-Trauerfeier am Gericht für die Römischen Zahlen ab. Dabei verabschiedete er sie von der Verwendung in staatlichen Schriftsätzen.
Der Oregon District Attorney vom Clackamas County John Foote sagte einmal zu einem Reporter:

„He loved lawyers, and he loved practicing the law, and it showed every day.“

Foote war ein junger Referendar (law clerk) für Crookham, als dieser als vorsitzender Richter tätig war. In diesem Zusammenhang sagte er folgendes:

„He taught me how to be a lawyer.“

Die Auftritte im Gerichtssaal von Crookham waren kurz und bündig (short and sweet), wurde Timothy Wood vom Oregon Department of Justice in der Presse einmal zitiert, welcher vor dem Richter argumentierte. Crookham hat die Argumentation der Anwälte nicht aus Ungeduld oder Unhöflichkeit unterbrochen, sondern weil er die Sachverhalte bereits sorgfältig untersucht hatte.
Wood sagte:

„He told one lawyer, 'Keep on talking, and you'll still lose this.“

### Attorney General
Im Januar 1992 ernannte ihn die Gouverneurin von Oregon Barbara Roberts zum neuen Attorney General von Oregon, um die Vakanz zu füllen, die durch den Rücktritt von David B. Frohnmayer entstand, da er den Posten als Dekan an der University of Oregon School of Law antrat. Innerhalb des Monats verkündete er, dass er bei den folgenden Wahlen für den Posten als Attorney General nicht beabsichtige anzutreten.
Seine Entscheidung machte den Weg frei für Kandidaten aller Parteien. Infolgedessen kam es 1992 zu hart umkämpften Vorwahlen in Oregon sowohl bei der Republikanischen Partei als auch bei der Demokratischen Partei. Craig Berkman, der republikanische Vorsitzende der Republikanischen Partei in Oregon zu jener Zeit, war über Crookhams Entscheidung enttäuscht. In diesem Zusammenhang sagte er folgendes:

„Frankly, this makes it very difficult for the Republican Party. I think he would have made an excellent candidate, but I can hardly blame him for not wanting to commit to an office that he would be in until at least age 73.“

## Privatleben
Der United States District Court Richter Robert E. Jones, ein langjähriger Freund von Charles Sewell Crookham, sagte kurz nach dessen Tod in einem Interview folgendes:

„He had a regal aura about him without being pretentious.“

Crookham war ein begeisterter Leser sein ganzes Leben hindurch. Sogar in seinen letzten Tagen seines Lebens, als eine Makuladegeneration seine Sehkraft deutlich verschlechtert hatte, half ihm sein Bruder Robert dabei. Sein Sohn Whitney erzählte einem Reporter folgendes:

„In the last couple of years, they read over 40 novels. If my dad was at the beach for the weekend, my uncle would call and read to him over the phone.“

Sein anderer Sohn Berkeley Fitzcharles wurde wegen Kindesmissbrauchs verurteilt. Er kam am 28. Juni 1995 ins Gefängnis im Multnomah County (Oregon).